# Campionato Goiano 2023
Il Campionato Goiano 2023 è stata l'80ª edizione della massima serie del campionato goiano. La stagione è iniziata l'11 gennaio 2023 e si è conclusa il 9 aprile successivo.

## Stagione

### Novità
Al termine della stagione 2022, sono retrocesse in Segunda Divisão Goiatuba e Jataiense. Dalla seconda divisione, invece, sono state promosse Inhumas e Goiânia.

### Formato
Le dodici squadre si affrontano dapprima in una prima fase, consistente in un unico girone da dodici. Le prime otto classificate di tale girone, accederanno alla seconda fase che decreterà la vincitrice del campionato. Le ultime due classificate, retrocedono in Segunda Divisão.
La formazione vincitrice, potrà partecipare alla Série D 2024, alla Coppa del Brasile 2024 e alla Copa Verde 2024; la formazione vice-campione e la terza classificata, alla Série D e alla Coppa del Brasile. Nel caso le prime tre classificate siano già qualificate alla Série D, l'accesso alla quarta serie andrà a scalare.

## Risultati

### Prima fase
|  | Pos. | Squadra         | Pt | G  | V | N | P | GF | GS | DR  |
|  | ---- | --------------- | -- | -- | - | - | - | -- | -- | --- |
|  | 1    | Goiás           | 26 | 11 | 8 | 2 | 1 | 20 | 8  | +12 |
|  | 2    | Atl. Goianiense | 25 | 11 | 8 | 1 | 2 | 25 | 13 | +12 |
|  | 3    | Vila Nova       | 20 | 11 | 5 | 5 | 1 | 16 | 5  | +11 |
|  | 4    | CRAC            | 18 | 11 | 5 | 3 | 3 | 17 | 11 | +6  |
|  | 5    | Aparecidense    | 17 | 11 | 5 | 2 | 4 | 11 | 10 | +1  |
|  | 6    | Anápolis        | 15 | 11 | 3 | 6 | 2 | 12 | 8  | +4  |
|  | 7    | Iporá           | 14 | 11 | 4 | 2 | 5 | 13 | 14 | –1  |
|  | 8    | Goiânia         | 14 | 11 | 4 | 2 | 5 | 11 | 20 | –9  |
|  | 9    | Goianésia       | 13 | 11 | 4 | 1 | 6 | 9  | 17 | –8  |
|  | 10   | Morrinhos       | 8  | 11 | 2 | 2 | 7 | 13 | 18 | –5  |
|  | 11   | Grêmio Anápolis | 7  | 11 | 1 | 4 | 6 | 11 | 21 | –10 |
|  | 12   | Inhumas         | 5  | 11 | 1 | 2 | 8 | 8  | 21 | –13 |

Legenda:
 Qualificato per la seconda fase.
      Vincitore del Campionato Goiano 2023 e qualificato per la Coppa del Brasile 2024 e la Copa Verde 2024.
      Qualificato per la Coppa del Brasile 2024.
      Qualificato per il Campeonato Brasileiro Série D 2024.
      Retrocesse in Segunda Divisão 2024
Note:
Tre punti a vittoria, uno a pareggio, zero a sconfitta.

### Seconda fase
|  | Quarti di finale | Quarti di finale | Quarti di finale | Quarti di finale | Quarti di finale |  |  | Semifinali      | Semifinali      | Semifinali            | Semifinali            | Semifinali |   |       | Finale | Finale | Finale | Finale | Finale |  |
|  |                  |                  |                  |                  |                  |  |  |                 |                 |                       |                       |            |   |       |        |        |        |        |        |  |
|  | Goiás            | Goiás            | 8                | 3                | 11               |  |  |                 |                 |                       |                       |            |   |       |        |        |        |        |        |  |
|  | Goiânia          | Goiânia          | 2                | 0                | 2                |  |  | Goiás           | Goiás           | 1                     | 0                     | 1          |   |       |        |        |        |        |        |  |
|  | Vila Nova        | Vila Nova        | 0                | 0                | 0                |  |  | Anápolis        | Anápolis        | 3                     | 0                     | 3          |   |       |        |        |        |        |        |  |
|  | Anápolis         | Anápolis         | 0                | 1                | 1                |  |  |                 |                 |                       |                       |            |   |       | Goiás  | Goiás  | 0      | 1      | 2 (4)  |  |
|  | Atl. Goianiense  | Atl. Goianiense  | 1                | 7                | 8                |  |  |                 |                 | Atl. Goianiense (dtr) | Atl. Goianiense (dtr) | 2          | 3 | 2 (5) |        |        |        |        |        |  |
|  | Iporá            | Iporá            | 0                | 1                | 1                |  |  | Atl. Goianiense | Atl. Goianiense | 2                     | 1                     | 3          |   |       |        |        |        |        |        |  |
|  | CRAC             | CRAC             | 0                | 1                | 1                |  |  | Aparecidense    | Aparecidense    | 2                     | 0                     | 2          |   |       |        |        |        |        |        |  |
|  | Aparecidense     | Aparecidense     | 3                | 0                | 3                |  |  |                 |                 |                       |                       |            |   |       |        |        |        |        |        |  |